# Напіввійськова організація

Вишкіл ГО «Патріот України».

Напіввійсько́ва організа́ція або параміліта́рна організа́ція — утворення, що має військовий характер або наближений до нього, але при цьому формально не входить до складу збройних сил. Організована група цивільних осіб, у військових одностроях або в цивільному одязі, яку використовують для надання допомоги регулярному війську, або навпаки — для боротьби проти чинної влади (наприклад — партизани).
Термін часто не має однозначного визначення, оскільки його використання часто залежить від політичної орієнтації мовця на виправданість існування конкретної організації.
До воєнізованих організацій можуть належати добровільна міліція, пожежна охорона, пошукові та гірничорятувальні підрозділи. З іншого боку, до таких нерідко зараховують терористичні, повстанські та кримінальні організації, які контролюють певну територію.
Наприклад, у Північній Ірландії цей термін застосовують до будь-яких нелегальних озброєних груп, тоді як у Колумбії воєнізованими організаціями називають тільки ультраправих бойовиків, а ліві угруповання називають повстанцями (партизанами).

## Стратегія і тактика
Специфіка завдань, що вирішуються напіввійськовими формуваннями (НВФ), особливості їхньої організаційної структури та озброєння зумовлюють застосування ними тактичних прийомів, основу яких складають потайливі і раптові дії. Ефективність рейдів, засідок, нальотів і захоплень з метою утримання важливих об'єктів досягається передусім за рахунок використання фактора раптовості. Раптовий напад на обрані об'єкти переважаючими силами, широке використання демонстративних відволікаючих дій, швидке зосередження для нападу і розосередження при загрозі протидії крупним силам, ведення стримуючих дій обмеженими силами з метою виграшу часу і забезпечення відходу основних сил, — основні тактичні прийоми НВФ.